# 현리공용버스터미널
현리공용버스터미널은 경기도 가평군 조종면 현창로38번길 2에 위치한 시외버스터미널이다.

## 운행 노선

### 직행좌석버스
- ● 1330-4번 : 현리터미널 ↔ 청평터미널 ↔ 대성리역 ↔ 마석역 ↔ 평내호평역 ↔ 남양주시청 ↔ 금곡역 ↔ 도농역 ↔ 구리역 ↔ 구리시외버스정류장 ↔ 돌다리 ↔ 교문사거리 ↔ 망우리고개 ↔ 망우역 ↔ 상봉역 (상봉시외버스터미널) ↔ 중랑역 ↔ 회기역 (경희대학교, 서울시립대학교) ↔ 청량리역 (1330-4번 현리 ↔ 청량리역 운행)
- ● 1330-44번 : (상판리 ↔ )현등사 ↔ 현리터미널 ↔ 청평터미널 ↔ 대성리역 ↔ 마석역 ↔ 평내호평역 ↔ 남양주시청 ↔ 금곡역 ↔ 도농역 ↔ 구리역 ↔ 구리시외버스정류장 ↔ 돌다리 ↔ 교문사거리 ↔ 망우리고개 ↔ 망우역 ↔ 상봉역 (상봉시외버스터미널) ↔ 중랑역 ↔ 회기역 (경희대학교, 서울시립대학교) ↔ 청량리역

## 위치
- 하나로마트와 플러스마트 현리점의 길 건너편 정류장형태로 운영중이다. (서울)
- 하나로마트 농협 출입구 앞에서 1330-4번 버스가 정차한다. (현리만 정차)